# Ammoni el Gramàtic
Ammoni el Gramàtic (en grec antic: Ἀμμώνιος; en llatí: Ammonius) va ser un professor de gramàtica a Alexandria del final del segle iv. Va ser també sacerdot d'Apis.
Quan el bisbe Teòfil va anihilar les antigues religions a Egipte, Ammoni i el seu company Hel·ladi van fugir a Constantinoble, on van exercir la seva professió. Va escriure en grec De les diferències de paraules o del seu significat (grec antic: Περὶ ὁμοίων καὶ διαφόρων λέξεων), i Περὶ ἀκυρολογίας, una mena de diccionari de sinònims. Va ser mestre de Sòcrates Escolàstic.